# Ardovo
Ardovo es un municipio del distrito de Rožňava en la región de Košice, Eslovaquia, con una población estimada a final del año 2024 de 144 habitantes.
Se encuentra ubicado al oeste de la región, cerca de la frontera con la región de Banská Bystrica y Hungría.

## Demografía
| Año        | 1994 | 2004    | 2014    | 2024     |
| ---------- | ---- | ------- | ------- | -------- |
| Población  | 174  | 180     | 169     | 144      |
| Diferencia |      | +3,44 % | −6,11 % | −14,79 % |

| Año        | 2023 | 2024    |
| ---------- | ---- | ------- |
| Población  | 147  | 144     |
| Diferencia |      | −2,04 % |